# Banc Hapoalim
El Banc Hapoalim —en hebreu: בנק הפועלים‎, «banc dels obrers» en català— és el major banc d'Israel. A 31 de desembre de 2008 posseïa actius per ILS 306.850.000.000. El banc té una presència significativa als mercats financers globals. A Israel, aquest grup posseeix més de 260 sucursals, vuit centres de negocis regionals, i oficines per a la indústria orientades a clients corporatius. Les accions del banc es negocien en la Borsa de Tel-Aviv.